# Alice Savoretti
Alice Savoretti (* 17. Juni 1992 in Loreto) ist eine ehemalige italienische Tennisspielerin.

## Karriere
Savoretti begann mit acht Jahren das Tennisspielen und bevorzugte Sandplätze. Sie spielte hauptsächlich auf der ITF Women’s World Tennis Tour, wo sie zwei Titel im Einzel und zehn im Doppel gewann.
Ihr erstes Turnier auf der WTA Tour bestritt sie 2010 bei den XXIII Internazionali Femminili di Palermo SNAI OPEN, als sie in der Qualifikation in der ersten Runde gegen Eva Fernandez-Brugues mit 3:6 und 1:6 verlor.

## Turniersiege

### Einzel
| Nr. | Datum          | Turnier | Kategorie   | Belag   | Finalgegnerin       | Ergebnis      |
| --- | -------------- | ------- | ----------- | ------- | ------------------- | ------------- |
| 1.  | 22. April 2012 | Iraklio | ITF $10.000 | Teppich | Nuria Párrizas Díaz | 6:2, 3:6, 6:3 |
| 2.  | 5. Juli 2014   | Todi    | ITF $10.000 | Sand    | Lauren Embree       | 6:3, 6:3      |

### Doppel
| Nr. | Datum             | Turnier             | Kategorie   | Belag     | Partnerin           | Finalgegnerinnen                            | Ergebnis           |
| --- | ----------------- | ------------------- | ----------- | --------- | ------------------- | ------------------------------------------- | ------------------ |
| 1.  | 15. Oktober 2011  | Cagliari            | ITF $10.000 | Sand      | Giulia Gabba        | Valeria Podda Jade Schoelink                | 6:4, 6:4           |
| 2.  | 16. Februar 2013  | Scharm asch-Schaich | ITF $10.000 | Hartplatz | Despina Papamichail | Elena-Teodora Cadar Patricia Maria Țig      | 6:3, 6:4           |
| 3.  | 27. Juni 2014     | Rom                 | ITF $10.000 | Sand      | Lisa Sabino         | Luisa Marie Huber Julia Wachaczyk           | 63:7, 7:5, [10:5]  |
| 4.  | 8. August 2014    | Wien                | ITF $10.000 | Sand      | Alice Balducci      | Kristýna Hrabalová Tereza Janatová          | 7:5, 6:0           |
| 5.  | 14. Februar 2015  | Palmanova           | ITF $10.000 | Sand      | Amanda Carreras     | Irina Maria Bara Ágnes Bukta                | 6:4, 6:1           |
| 6.  | 24. Juli 2015     | Viserba             | ITF $10.000 | Sand      | Amanda Carreras     | Martina Di Giuseppe Giorgia Marchetti       | 6:3, 3:6, [10:3]   |
| 7.  | 2. Oktober 2015   | La Vall d’Uixó      | ITF $10.000 | Sand      | Amanda Carreras     | María Cañero Pérez María Gutiérrez Carrasco | 6:1, 6:2           |
| 8.  | 13. November 2015 | Benicarló           | ITF $10.000 | Sand      | Amanda Carreras     | Oleksandra Korashvili Ioana Loredana Roșca  | 6:3, 6:2           |
| 9.  | 20. Mai 2016      | Caserta             | ITF $25.000 | Sand      | Amanda Carreras     | Oleksandra Korashvili Marija Marfutina      | 6:79, 7:65, [10:6] |
| 10. | 24. Juni 2016     | Nieuwpoort          | ITF $10.000 | Sand      | Amanda Carreras     | Steffi Distelmans Quirine Lemoine           | 6:2, 6:74, [10:8]  |